# Anatomía Kranz

Esquema del corte transversal de una hoja con anatomía kranz. E: epidermis, M: mesófilo; W: haz vascular; BS: vaina mestomática.

En botánica, la anatomía o estructura Kranz se refiere a la disposición de dos capas concéntricas de mesófilo y las células compactantes de la vaina vascular en torno a los haces vasculares en las hojas de la mayoría de las plantas C4. La vaina está formada por células del parénquima con abundancia de cloroplastos de gran tamaño. Las células del mesófilo también presentan cloroplastos, pero no sintetizan almidón porque no realizan el ciclo de Calvin; esto se reserva a los cloroplastos de la vaina.
La presencia de esta anatomía aumenta el ciclado interno del anhídrido carbónico, lo que podría resultar en una reducción en la sensibilidad de las plantas a la fotoinhibición. Esto se debe a que la capa de células del mesófilo, ubicadas radialmente en la parte más externa, capturan las moléculas de CO2 y las concentra al convertirlas en moléculas de azúcares de cuatro carbonos, para cederlas a las células que componen la capa interna o de la vaina.
Esta vía para formar azúcares del mesófilo se denomina Vía de Hatch Slack. En el primer paso se forma ácido oxalacético al unir anhídrido carbónico al fosfoenolpiruvato. De aquí hay una transformación que difiere en el resultado dependiendo del tipo de planta. El producto pasa a las células de la vaina mediante los plasmodesmos y mediante una serie de transformaciones se libera el anhídrido carbónico que ingresa en el ciclo de Calvin.